# Suden Uni
Suden Uni ("Ulvens Drøm") er det finske folkemetalband Moonsorrows første fulde album. Det blev oprindeligt udgivet i 2001, og senere genudgivet i 2003 med et bonusnummer, et andet cover og en tilhørende 40 minutter lang dvd.

## Numre
1. Ukkosenjumalan Poika ("Søn af tordenguden") – 6:09
2. Köyliönjärven Jäällä (Pakanavedet II) (På isen af Köyliönjärvi (hedenske vande II)) – 6:30
3. Kuin Ikuinen ("Som evighed") – 7:20
4. Tuulen Koti, Aaltojen Koti ("Vindenes hjem, bølgernes hjem") – 4:02
5. Pakanajuhla ("Hedensk gilde") – 6:45
6. 1065: Aika ("1065: Tid") – 11:02
7. Suden Uni ("Ulvens drøm") – 1:05
8. Tulkaapa Äijät! ("Følg med, fæller!") – 3:14[1]

## Musikere
- Ville Sorvali – Bas, vokal, håndklap, kor
- Henri Sorvali – Guitar, keyboard, mundharpe, ren vokal, håndklap, kor
- Marko Tarvonen – Pauker, 12-strenget guitar, baggrundsvokal, håndklap, kor

## Fodnoter
1. ↑  Bonusnummer kun med på genudgivelsen fra 2003